# Finale de la Coupe d'Afrique des nations de football 2023
La finale de la coupe d'Afrique des nations 2023, était un match de football pour déterminer le vainqueur de la 34e édition de la coupe d'Afrique des nations de football, le championnat biennal d'Afrique de football organisé par la Confédération africaine de football. Il est à noter que l'organisation de la compétition a été reportée à 2024 en raison de problèmes météorologiques. Le tournoi a été reporté de sa date initiale entre juin et juillet 2023 et se tiendra plutôt en janvier et février 2024 pour éviter la saison des pluies dans le pays.
Le match s'est joué sur le terrain du stade Alassane Ouattara d'Abidjan en Côte d'Ivoire le 11 février 2024, et a été disputé par le pays hôte la Côte d'Ivoire et le Nigeria, dirigé par l'arbitre mauritanien Dahane Beida, en présence de 57,094 spectateurs. Le Nigeria s'est qualifié pour la finale pour la huitième fois de son histoire, remportant le titre à trois reprises et se contentant de la deuxième place à quatre reprises. Alors que la Côte d'Ivoire atteint la finale pour la cinquième fois de son histoire, remportant le titre à deux reprises et obtenant deux fois la deuxième place.
La Côte d'Ivoire a remporté le match dans le temps réglementaire sur le score de 2-1. Avec cette victoire, l'équipe remporte son troisième titre en coupe d'Afrique des nations de football, tandis que le Nigeria prend la deuxième place. Le Nigeria a pris l'avantage à la 38e minute avec un but de William Troost-Ekong, mais la Côte d'Ivoire a renversé la situation avec des buts de Franck Kessié à la 62e minute et de Sébastien Haller à la 81e minute. Pendant ce temps, Simon Adingra a remporté le prix de l'Homme du match.

## Stade
La finale s'est jouée au Stade Alassane Ouattara, également connu sous le nom de Stade Olympique d'Ebimpe, un stade polyvalent situé au nord d'Abidjan, la plus grande ville de Côte d'Ivoire. Il a ouvert ses portes en octobre 2020 et porte le nom du président ivoirien Alassane Ouattara. Le stade peut accueillir 60 000 spectateurs et sert de domicile principal à l'équipe de Côte d'Ivoire de football. Il accueille également des événements de rugby et d'athlétisme et fait partie d'un complexe financé conjointement par les gouvernements ivoirien et chinois.
Lors de la coupe d'Afrique des nations, le Stade Alassane Ouattara a accueilli six matches de la phase de groupes et un match de chacun des huitièmes de finale. Le stade a été annoncé comme hôte de la finale en novembre 2022 lors de la signature d'un accord d'accueil entre la Confédération africaine de football et le gouvernement ivoirien.

## Contexte
Il s'agit du huitième match entre les deux équipes en coupe d'Afrique des nations, puisque le Nigeria surpasse la Côte d'Ivoire dans les confrontations directes (3 victoires, 2 défaites et 2 nuls). Leur dernière rencontre s'est déroulée à la deuxième journée de la phase de groupes de cette l'édition, qui s'est terminée en faveur des Super Eagles 1-0. L'équipe nationale nigériane participera à la scène finale du tournoi continental pour la huitième fois de son histoire. Elle a remporté trois titres, dont le dernier en 2013, et a perdu l'occasion de gagner à quatre reprises. Il s'agit de la deuxième finale. que le Nigeria a joué en Côte d'Ivoire, après avoir perdu le premier face au Cameroun en 1984.
L'équipe nationale de Côte d'Ivoire atteint la finale pour la cinquième fois de son histoire après avoir remporté deux titres, dont le dernier en 2015, et en avoir perdu deux. Les Éléphants n'ont réussi à marquer lors d'aucune des quatre finales qu'ils ont disputées (qui se sont toutes soldées par un nul 0-0), outre le fait que tous ces matches se sont décidés aux tirs au but, en plus étant la première équipe hôte à réussir à atteindre le match final depuis l'équipe nationale égyptienne lors de l'édition finale en 2006. L'équipe nationale du Nigeria est classée 42e au monde (sixième en Afrique) au dernier classement mondial de la FIFA de décembre 2023, tandis que l'équipe nationale de Côte d'Ivoire est classée 49e au monde (huitième en Afrique).

## Équipes
Les équipes africaines se sont qualifiées pour les huitièmes de finale de la coupe d'Afrique des nations et ont poursuivi leur chemin vers la finale:
| Équipe        | Précédentes apparitions en finale (en gras celles remportées) |
| ------------- | ------------------------------------------------------------- |
| Nigeria       | 7 (1980, 1984, 1988, 1990, 1994, 2000, 2013)                  |
| Côte d'Ivoire | 4 (1992, 2006, 2012, 2015)                                    |

## Parcours respectifs
Note : dans les résultats ci-dessous, le score du finaliste est toujours donné en premier.
| Rang | Équipe             | Pts | J | G | N | P | Bp | Bc | Diff |
| ---- | ------------------ | --- | - | - | - | - | -- | -- | ---- |
| 1    | Guinée équatoriale | 7   | 3 | 2 | 1 | 0 | 9  | 3  | +6   |
| 2    | Nigeria            | 7   | 3 | 2 | 1 | 0 | 3  | 1  | +2   |
| 3    | Côte d'Ivoire H    | 3   | 3 | 1 | 0 | 2 | 2  | 5  | -3   |
| 4    | Guinée-Bissau      | 0   | 3 | 0 | 0 | 3 | 2  | 7  | -5   |

| Rang | Équipe             | Pts | J | G | N | P | Bp | Bc | Diff |
| ---- | ------------------ | --- | - | - | - | - | -- | -- | ---- |
| 1    | Guinée équatoriale | 7   | 3 | 2 | 1 | 0 | 9  | 3  | +6   |
| 2    | Nigeria            | 7   | 3 | 2 | 1 | 0 | 3  | 1  | +2   |
| 3    | Côte d'Ivoire H    | 3   | 3 | 1 | 0 | 2 | 2  | 5  | -3   |
| 4    | Guinée-Bissau      | 0   | 3 | 0 | 0 | 3 | 2  | 7  | -5   |

### Nigeria

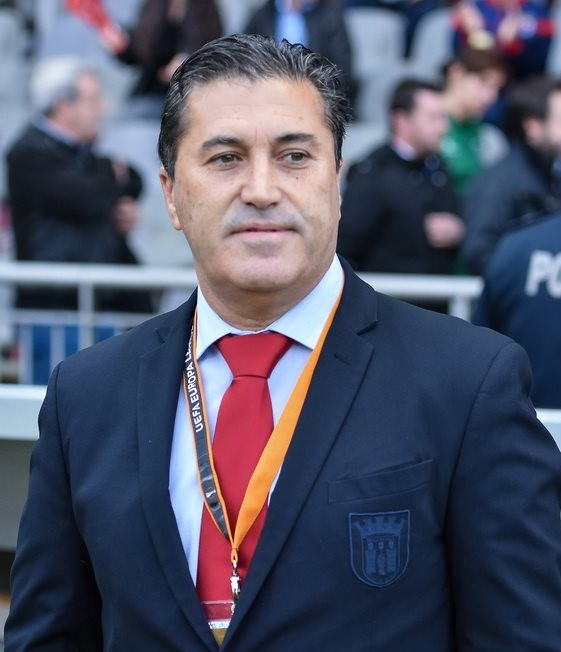
José Vítor dos Santos Peseiro sélectionneur de Nigeria.

Le Nigeria, surnommé les Super Eagles, a remporté la coupe d'Afrique des nations à trois reprises et a terminé quatre fois comme deuxième. L’équipe est entrée dans le tournoi 2023 en tant que vainqueur du groupe A lors du tour de qualification. Ils ont remporté cinq victoires et une défaite lors des qualifications et ont accumulé une Différence de buts de 18. Le Nigeria a été attiré dans le groupe A pour le tournoi proprement dit avec les hôtes de la Côte d'Ivoire, de la Guinée équatoriale et de la Guinée-Bissau. Ils sont entrés comme favoris pour avancer sous la houlette de l’attaquant Victor Osimhen, élu joueur africain de l’année 2023 et qui a marqué dix buts lors des qualifications.
Lors de son match d'ouverture, le Nigeria a fait match nul 1-1 contre la Guinée équatoriale, qui était 46 places en dessous d'eux au classement mondial. Le seul tir cadré de la Guinée équatoriale a été marqué par Ibán Salvador à la 36e minute et suivi par l'égalisation d'Osimhen, mais l'équipe n'a pas réussi à convertir plusieurs occasions de marquer. Le Nigeria a gagné 1-0 contre la Côte d'Ivoire lors de son prochain match après avoir obtenu un penalty transformé par William Troost-Ekong en seconde période. Le match a été décrit comme « une solide performance défensive » pour les Super Eagles, qui comptaient cinq défenseurs dans leur formation ; c'était la première victoire de l'équipe à l'extérieur contre la Côte d'Ivoire. Le Nigeria a terminé deuxième du groupe A avec 7 points derrière la Guinée équatoriale, leader inattendu du groupe. L'équipe a gagné 1-0 contre la Guinée-Bissau lors du dernier match de la phase de groupes, bénéficiant d'un but contre son camp en première mi-temps.

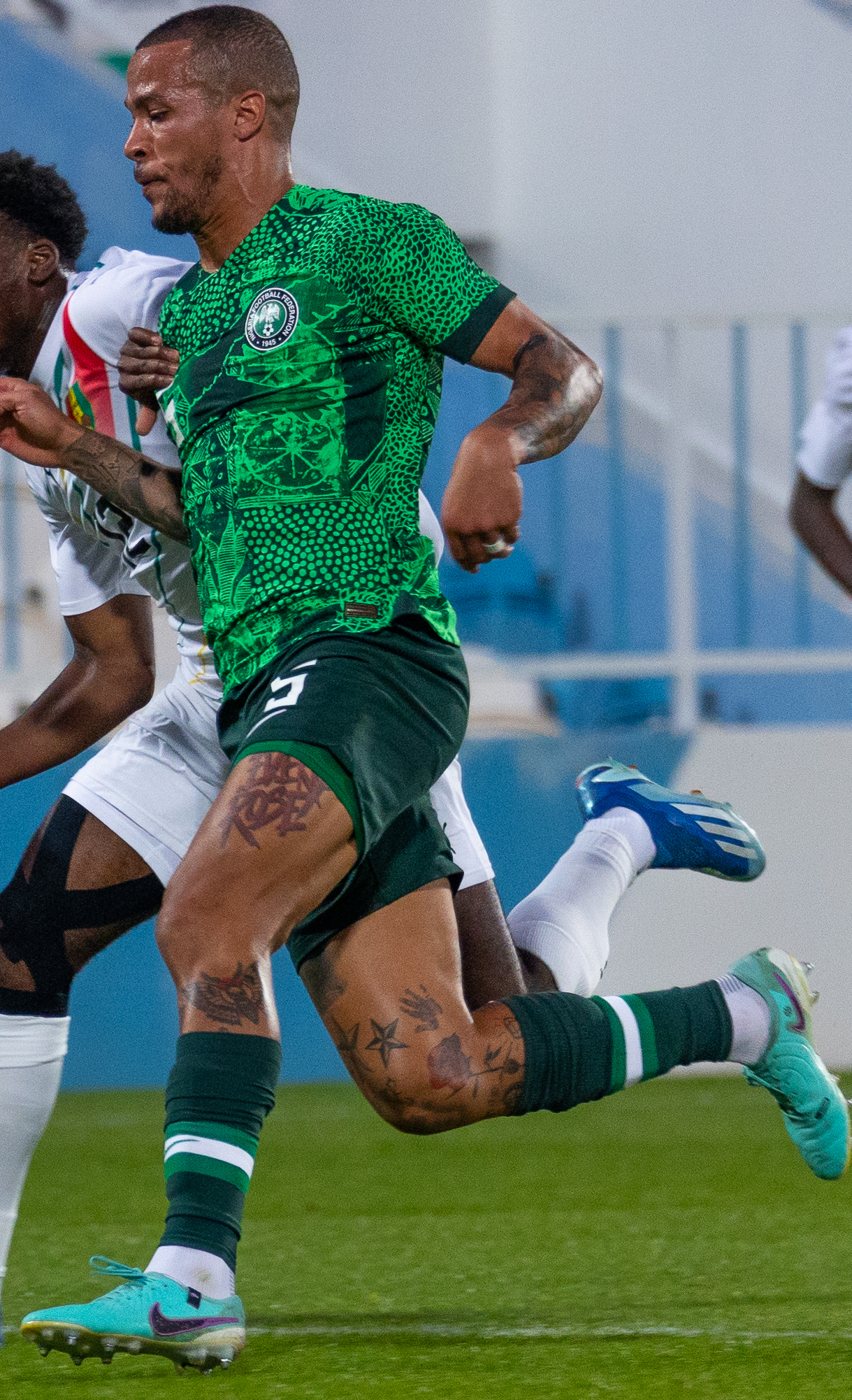
William Troost-Ekong a marqué trois buts et a été élu meilleur joueur du tournoi.

Les Super Eagles ont gagné 2-0 lors de leur huitième de finale contre leur rival camerounais grâce à une performance dominante au milieu de terrain. Ademola Lookman a marqué les deux buts du Nigeria, Osimhen fournissant une passe décisive dès le premier à la 36e minute et Alex Iwobi délivrant un ballon dans la surface à la 90e minute. L'équipe s'est qualifiée pour les quarts de finale pour affronter l'Angola lors de sa première rencontre depuis l'élimination du Nigeria lors des éliminatoires de la coupe du monde 2006. Lookman a marqué le seul but d'une victoire 1-0 pour le Nigeria, qui a maintenu sa solide posture défensive pour remporter sa 15e apparition en demi-finale.
Le Nigeria a eu peu d'occasions de marquer lors de sa demi-finale contre l'Afrique du Sud, qui s'est entièrement décidée aux tirs au but. Les Super Eagles ont repoussé plusieurs occasions de l'Afrique du Sud et ont ouvert le score à la 67e minute grâce à une faute sur Osimhen dans la surface de réparation ; Troost-Ekong a converti le penalty qui a suivi. Osimhen a marqué un deuxième but apparent sur une contre-attaque vers la fin du match ; il a plutôt été annulé par examen vidéo et un penalty a été accordé à l'Afrique du Sud pour une faute lors de la préparation. Teboho Mokoena a marqué sur penalty pour égaliser le match à 1-1 à la 90e minute ; le score est resté inchangé pendant la prolongation, l'Afrique du Sud jouant un carton rouge pour le défenseur Grant Kekana. Le Nigeria a gagné 4-2 aux tirs au but grâce à deux arrêts de Stanley Nwabali. Le manager José Peseiro a utilisé une formation 3–4–3 en mettant l'accent sur la défense et la contre-attaque ; Lors de sa course vers la finale, le Nigeria n'a encaissé que deux buts.

### Côte d'Ivoire

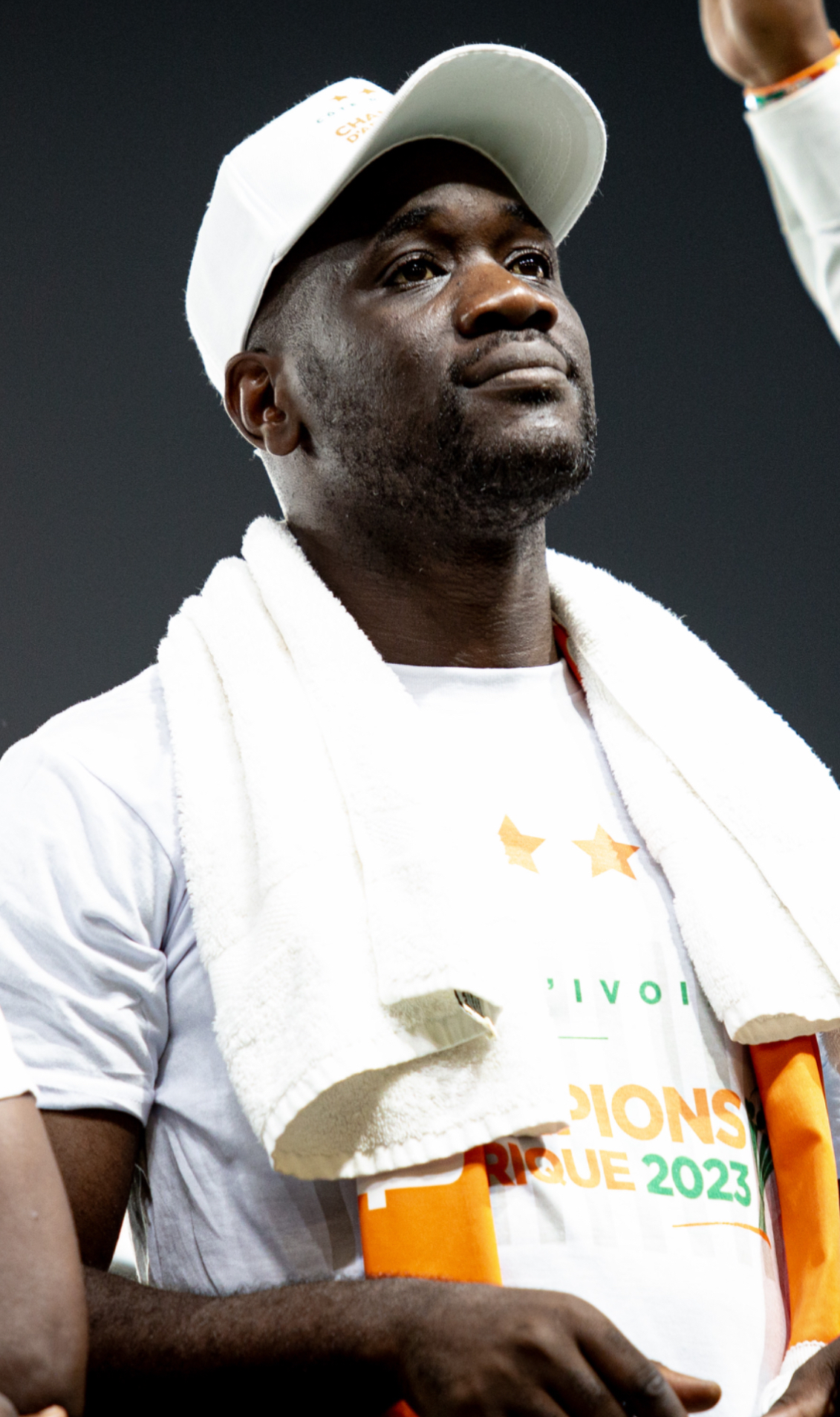
Émerse Faé a mené l'équipe à travers les matchs à élimination directe jusqu'à remporter le titre.

La Côte d'Ivoire, hôte, s'est automatiquement qualifiée pour le tournoi 2023, mais a été inscrite à la phase de groupes du tour de qualification pour disputer des matches compétitifs. Ils ont été intégrés dans le groupe H et ont terminé à égalité de points avec la Zambie, qui a remporté un bris d'égalité de différence de buts face à face pour prendre la tête du groupe. L'équipe, surnommée Les Éléphants, avait déjà remporté la coupe d'Afrique des nations en 1992 et 2015. Pour le tournoi, la Côte d'Ivoire a été placée dans le groupe A en tant qu'hôte et tirée au sort aux côtés du Nigeria, de la Guinée équatoriale et de la Guinée-Bissau.
Les hôtes sont entrés dans le tournoi au septième rang parmi les équipes africaines et avec de grandes attentes après avoir perdu leur « génération dorée » qui avait gagné en 2015. Lors du match d'ouverture du tournoi, la Côte d'Ivoire a battu la Guinée-Bissau 2-0 grâce aux buts de Seko Fofana. à la quatrième minute et Jean-Philippe Krasso après la mi-temps. L'équipe a perdu 1-0 contre le Nigeria et 4-0 contre la Guinée équatoriale, la pire défaite à domicile de l'histoire du pays, après avoir encaissé trois buts en 13 minutes. La défaite surprise contre la Guinée équatoriale comprenait 22 tirs pour la Côte d'Ivoire, dont deux buts ont été annulés par l'arbitre assistant vidéo en raison de hors-jeu. Les hôtes ont terminé troisièmes du groupe A avec trois points, mais se sont qualifiés pour les huitièmes de finale en tant que quatrième meilleure équipe pour terminer à la troisième place après que le Maroc ait battu la Zambie, qui a terminé avec deux points. L'entraîneur Français Jean-Louis Gasset a été licencié pour les "résultats insuffisants" de l'équipe en phase de groupes et remplacé par son assistant Émerse Faé pour son premier mandat en tant qu'entraîneur senior. Après une tentative infructueuse de la fédération ivoirienne d'embaucher temporairement l'ancien manager Hervé Renard pour le reste du tournoi, Faé a eu cinq jours pour préparer l'équipe pour un match à élimination directe contre le champion en titre du Sénégal.

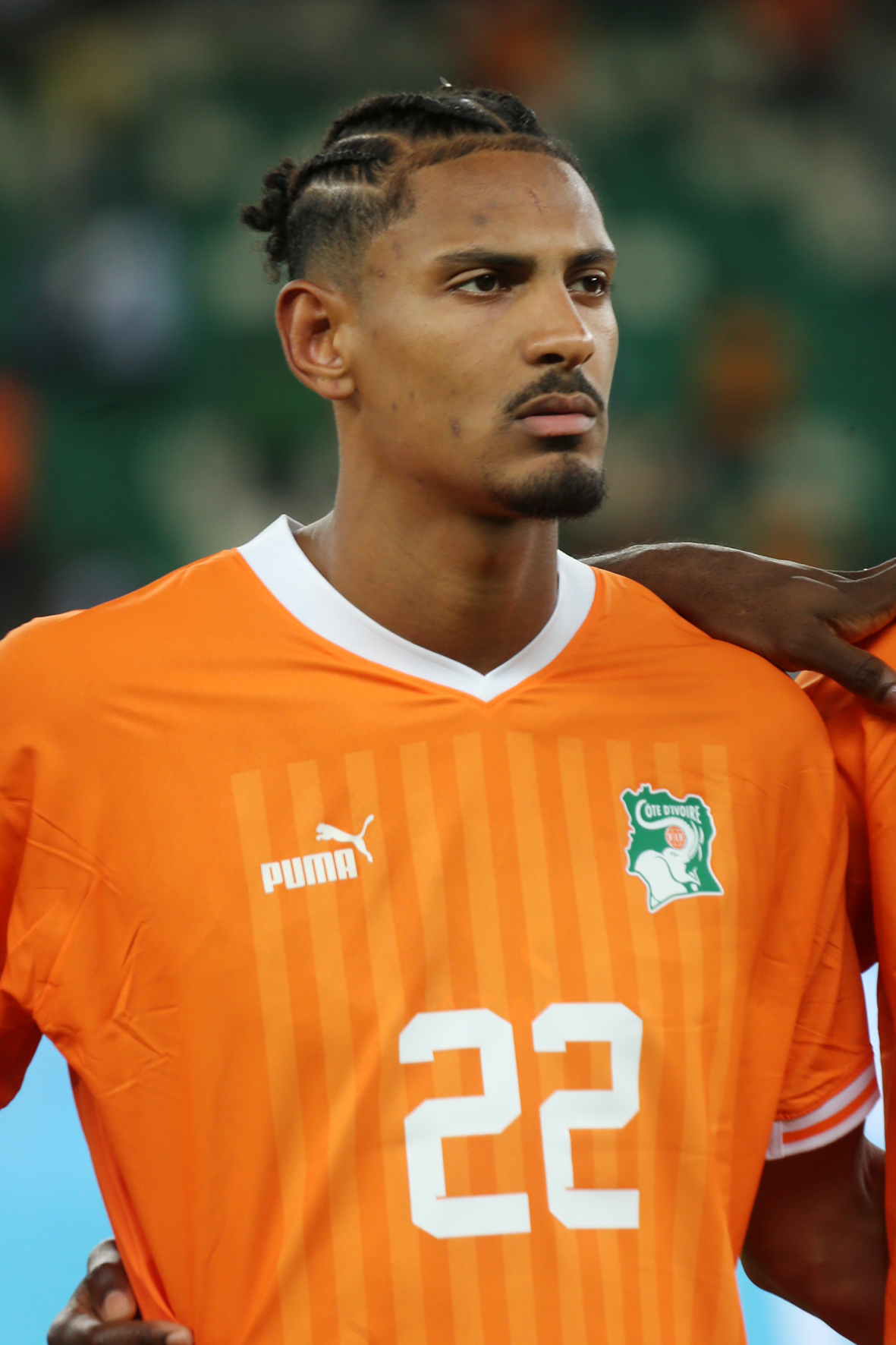
Sébastien Haller a marqué deux buts dans le tournoi, dont le but vainqueur en finale.

La Côte d'Ivoire a concédé un but dès la quatrième minute au Sénégalais Habib Diallo et n'a pas réussi à marquer. Ils ont reçu un penalty de l'arbitre assistant vidéo qui a été transformé par Franck Kessié à la 86e minute pour égaliser le match à 1-1. Après une prolongation sans but, le match s'est décidé lors des tirs au but ; Moussa Niakhaté a raté son coup de pied pour le Sénégal pour donner un avantage à la Côte d'Ivoire, qu'ils ont remporté 5-4 aux tirs au but. Les hôtes se sont qualifiés pour un match de quart de finale contre le Mali et ont été tenus en échec en première mi-temps, mais ont évité de concéder après qu'un penalty ait été arrêté par Yahia Fofana. La Côte d'Ivoire a ensuite perdu le défenseur Odilon Kossounou, dont la faute avait valu le penalty au Mali, après avoir été expulsé après avoir reçu un deuxième carton jaune à la 43e minute. Ils ont joué le reste du match à 10 joueurs mais ont égalisé à la 90e minute grâce à un rebond transformé par Simon Adingra et ont pris l'avantage dans la dernière minute de la prolongation avec Oumar Diakité, qui a été expulsé avec un deuxième carton jaune pour sa célébration.
Les résultats de retour de l'équipe dès les premières phases à élimination directe leur ont valu le surnom de « Zombie Elephants ». En demi-finale contre la république démocratique du Congo, la Côte d'Ivoire a contrôlé le match et a remporté une victoire 1-0. Le but vainqueur a été inscrit sur un tir acrobatique à la 65e minute par Sébastien Haller, de retour dans l'équipe après avoir soigné son cancer des testicules et dont le temps de jeu a été limité en raison d'une blessure à la cheville. Faé est devenu le deuxième entraîneur à atteindre une finale continentale après avoir pris le relais à mi-tournoi, après Nasser al-Johar avec l'Arabie saoudite lors de la coupe d'Asie des nations 2000. La Côte d'Ivoire est devenue le 15e pays hôte à disputer la finale de la CAN.

## Match

### Résumé
La Côte d'Ivoire a eu le meilleur contrôle de la première mi-temps, mais il y a eu peu d'occasions de part et d'autre dans les 30 premières minutes du match. Parmi les premières occasions figurait un tir de Simon Adingra qui a été bloqué par le gardien nigérian Stanley Nwabali; L'arrière gauche nigérian Zaidu Sanusi a ensuite eu une chance similaire mais son tir a été bloqué par Odilon Kossounou, de retour de suspension. Cette dernière occasion a abouti à un corner, d'où William Troost-Ekong a sauté plus haut que le défenseur Serge Aurier pour donner l'avantage au Nigeria à la 38e minute. La Côte d'Ivoire était la plus menaçante après la mi-temps ; un centre d'Adingra a été sauvé par Nwabali et Calvin Bassey a bloqué le rebond de Max-Alain Gradel. Un autre corner a permis à la Côte d'Ivoire d'égaliser à la 62e minute alors que Franck Kessié n'était pas marqué au deuxième poteau pour se diriger vers le filet. Après 74 minutes, Sébastien Haller a failli marquer un coup de pied aérien, mais son tir est passé de peu à côté. Cependant, sept minutes plus tard, Haller a marqué après avoir envoyé le centre de l'aile gauche d'Adingra dans le filet pour mettre la Côte d'Ivoire en tête, qu'elle a maintenue pour le reste du match pour remporter un troisième titre de la CAN.

### Détails
| 11 février 2024 | Nigeria          | 1 - 2   | Côte d'Ivoire           | Stade Alassane Ouattara, Abidjan              |                                               |
| 20h00           | Troost-Ekong 38e | (1 - 0) | 62e Kessié · 81e Haller | Spectateurs : 57 094 Arbitrage : Dahane Beida | Spectateurs : 57 094 Arbitrage : Dahane Beida |
| 20h00           | Rapport          |         |                         | Spectateurs : 57 094 Arbitrage : Dahane Beida | Spectateurs : 57 094 Arbitrage : Dahane Beida |

| Nigeria | Côte d'Ivoire |

| NIGERIA       |    |                      |     |     |
|               |    |                      |     |     |
| GK            | 23 | Stanley Nwabali      | 53e |     |
| CB            | 06 | Semi Ajayi           |     |     |
| CB            | 05 | William Troost-Ekong |     |     |
| CB            | 21 | Calvin Bassey        |     |     |
| RM            | 02 | Ola Aina             | 90e |     |
| CM            | 08 | Frank Onyeka         |     | 86e |
| CM            | 17 | Alex Iwobi           |     | 79e |
| LM            | 03 | Zaidu Sanusi         |     | 86e |
| RW            | 11 | Samuel Chukwueze     |     | 56e |
| CF            | 09 | Victor Osimhen       |     |     |
| LW            | 18 | Ademola Lookman      |     | 79e |
| Remplaçants : |    |                      |     |     |
| FW            | 15 | Moses Simon          |     | 56e |
| MF            | 04 | Alhassan Yusuf       |     | 79e |
| FW            | 14 | Kelechi Iheanacho    |     | 79e |
| MF            | 10 | Joe Aribo            |     | 86e |
| FW            | 24 | Terem Moffi          |     | 86e |
| Entraîneur :  |    |                      |     |     |
| José Peseiro  |    |                      |     |     |

| CÔTE D'IVOIRE |    |                      |       |       |
|               |    |                      |       |       |
| GK            | 01 | Yahia Fofana         |       |       |
| RB            | 17 | Serge Aurier         | 54e   | 70e   |
| CB            | 07 | Odilon Kossounou     |       |       |
| CB            | 21 | Evan Ndicka          | 90+7e |       |
| LB            | 03 | Ghislain Konan       |       |       |
| CM            | 08 | Franck Kessié        |       |       |
| CM            | 04 | Jean Michaël Seri    |       | 90+2e |
| CM            | 06 | Seko Fofana          | 87e   | 88e   |
| RW            | 15 | Max-Alain Gradel     |       | 70e   |
| CF            | 22 | Sébastien Haller     |       | 88e   |
| LW            | 24 | Simon Adingra        |       |       |
| Remplaçants : |    |                      |       |       |
| DF            | 05 | Wilfried Singo       |       | 70e   |
| FW            | 14 | Oumar Diakité        |       | 70e   |
| FW            | 11 | Jean-Philippe Krasso |       | 88e   |
| MF            | 18 | Ibrahim Sangaré      |       | 88e   |
| MF            | 27 | Jean Thierry Lazare  |       | 90+2e |
| Entraîneur :  |    |                      |       |       |
| Émerse Faé    |    |                      |       |       |

| Assistants : Emiliano Dos Santos Diana Chicotesha Quatrième arbitre : Bouchra Karboubi Arbitre réserviste : Seydou Tiama Arbitre vidéo : Mohamed Ashour Assistants arbitre vidéo : Maria Rivet Mohamed Ibrahim Homme du match : Simon Adingra |

### Statistiques
| Nigeria | Statistiques           | Côte d'Ivoire |
| ------- | ---------------------- | ------------- |
| 1       | Buts                   | 2             |
| 5       | Total frappes          | 18            |
| 1       | Tirs cadrés            | 8             |
| 20%     | Précision du tir       | 44.4%         |
| 37.6%   | Possession             | 62.4%         |
| 248     | Nombre total de passes | 409           |
| 74.6%   | Précision des passes   | 86.8%         |
| 13      | Interventions réussies | 15            |
| 4       | Corners                | 5             |
| 0       | Hors-jeu               | 0             |
| 18      | Fautes commises        | 15            |
| 2       | Cartons Jaunes         | 3             |
| 0       | Cartons Rouges         | 0             |

## Après-match
La Côte d'Ivoire a remporté son troisième titre en coupe d'Afrique des nations. Il est devenu le premier pays hôte à remporter le tournoi depuis l'Égypte en 2006, où la Côte d'Ivoire avait terminé deuxième. La Côte d'Ivoire a ensuite célébré sa victoire avec un défilé dans les rues d'Abidjan, dans le cadre de « grandes célébrations à travers le pays ».

Les joueurs ivoiriens célèbrent le titre avec les supporters au Stade Félix-Houphouët-Boigny le 12 février 2024.
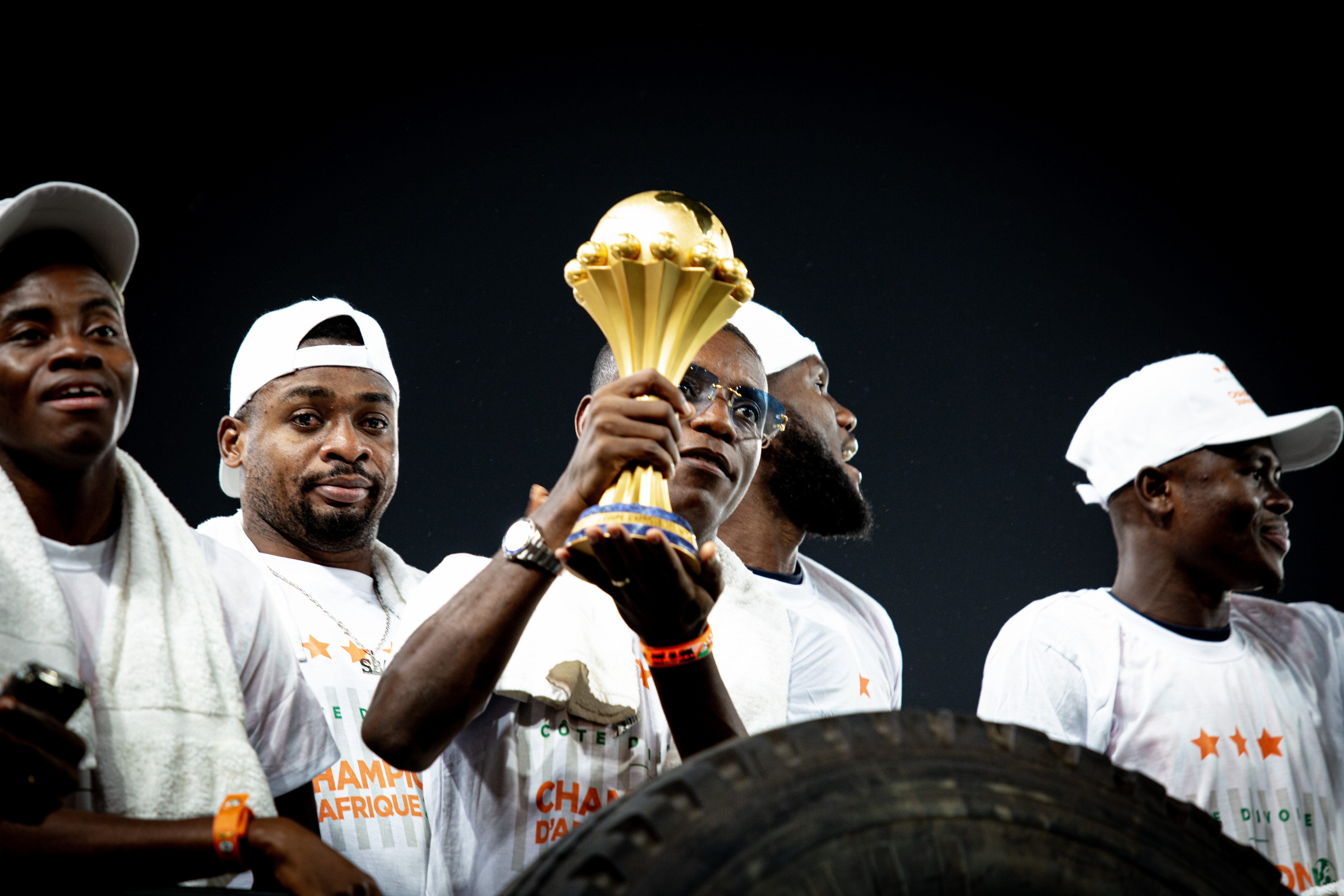
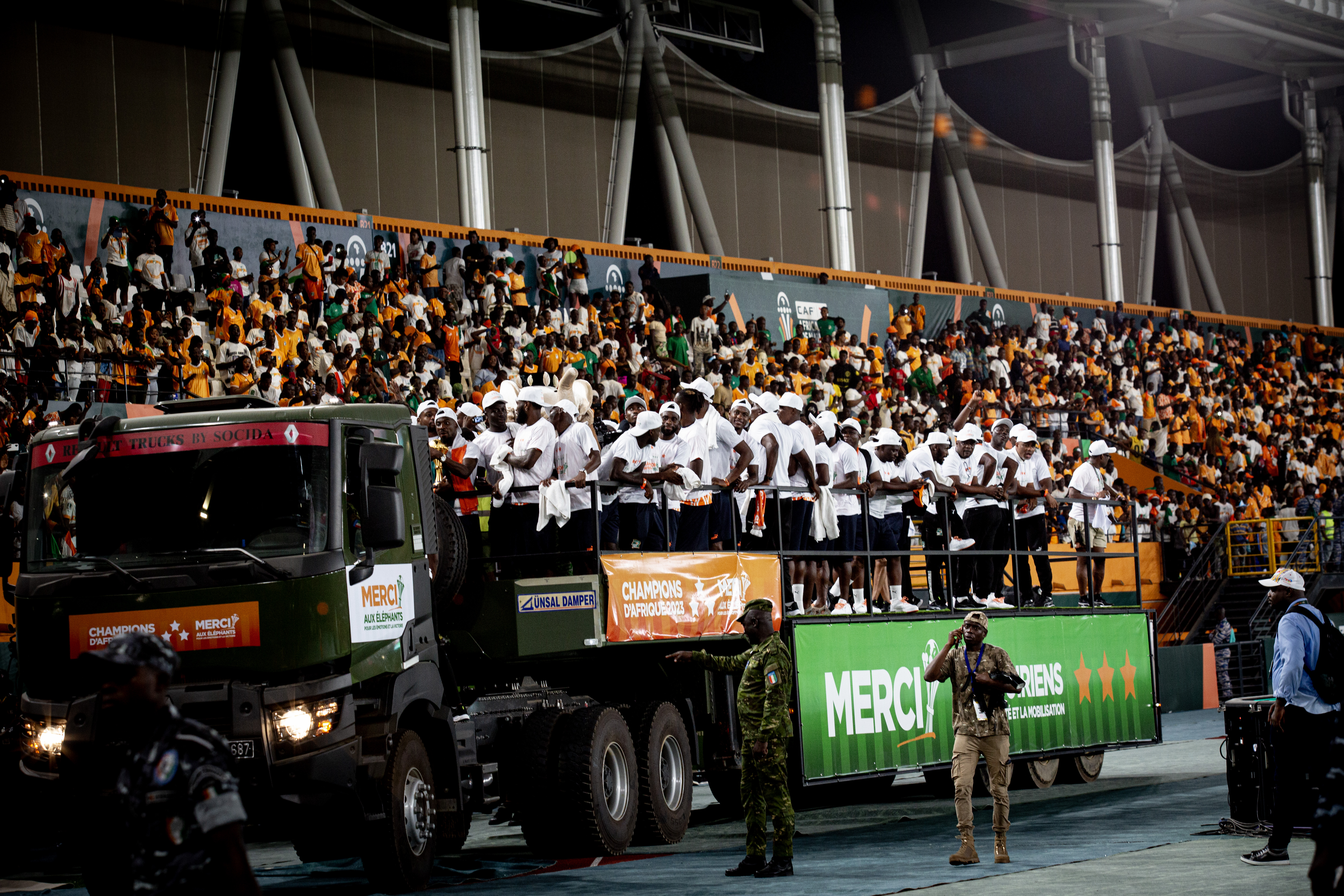
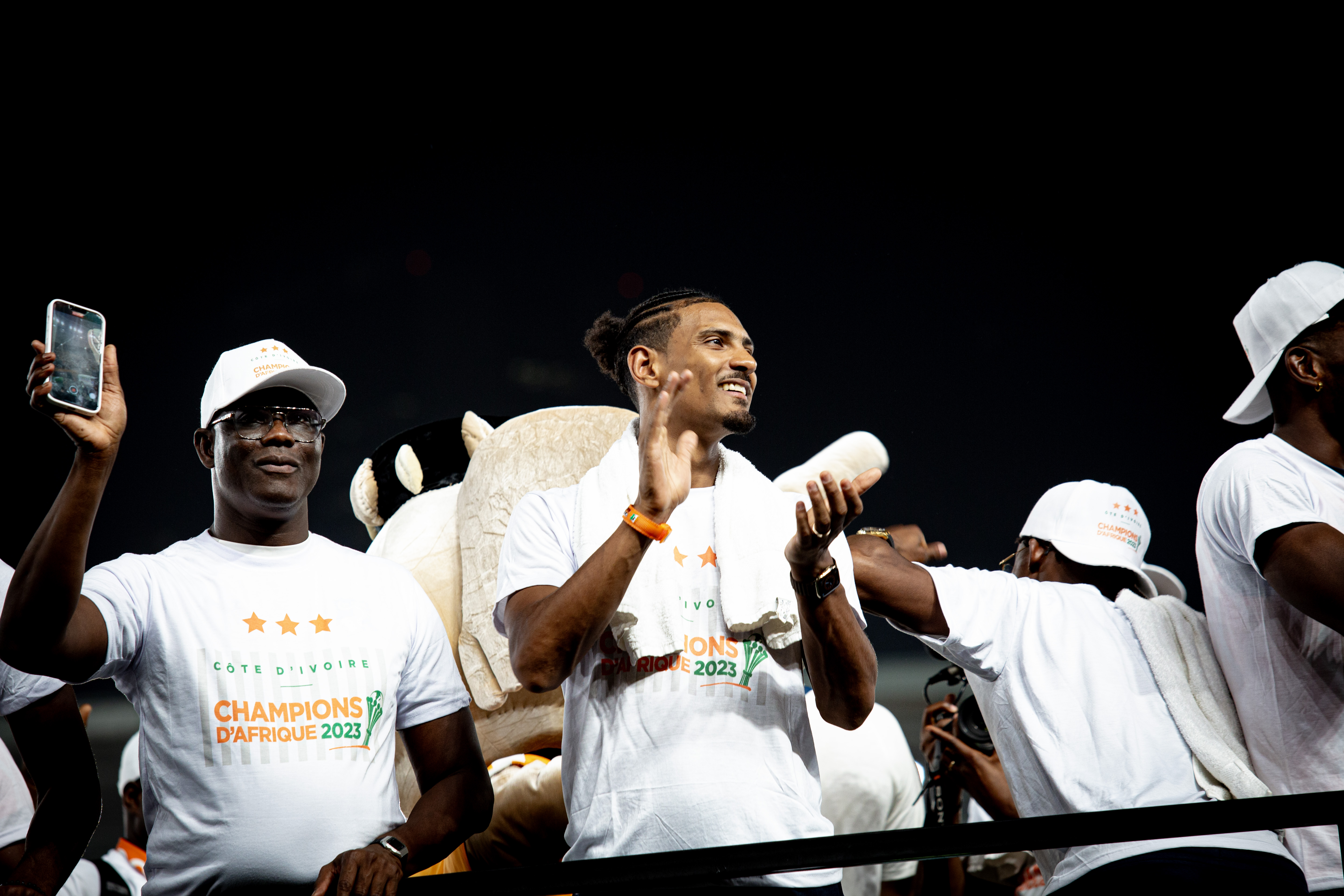
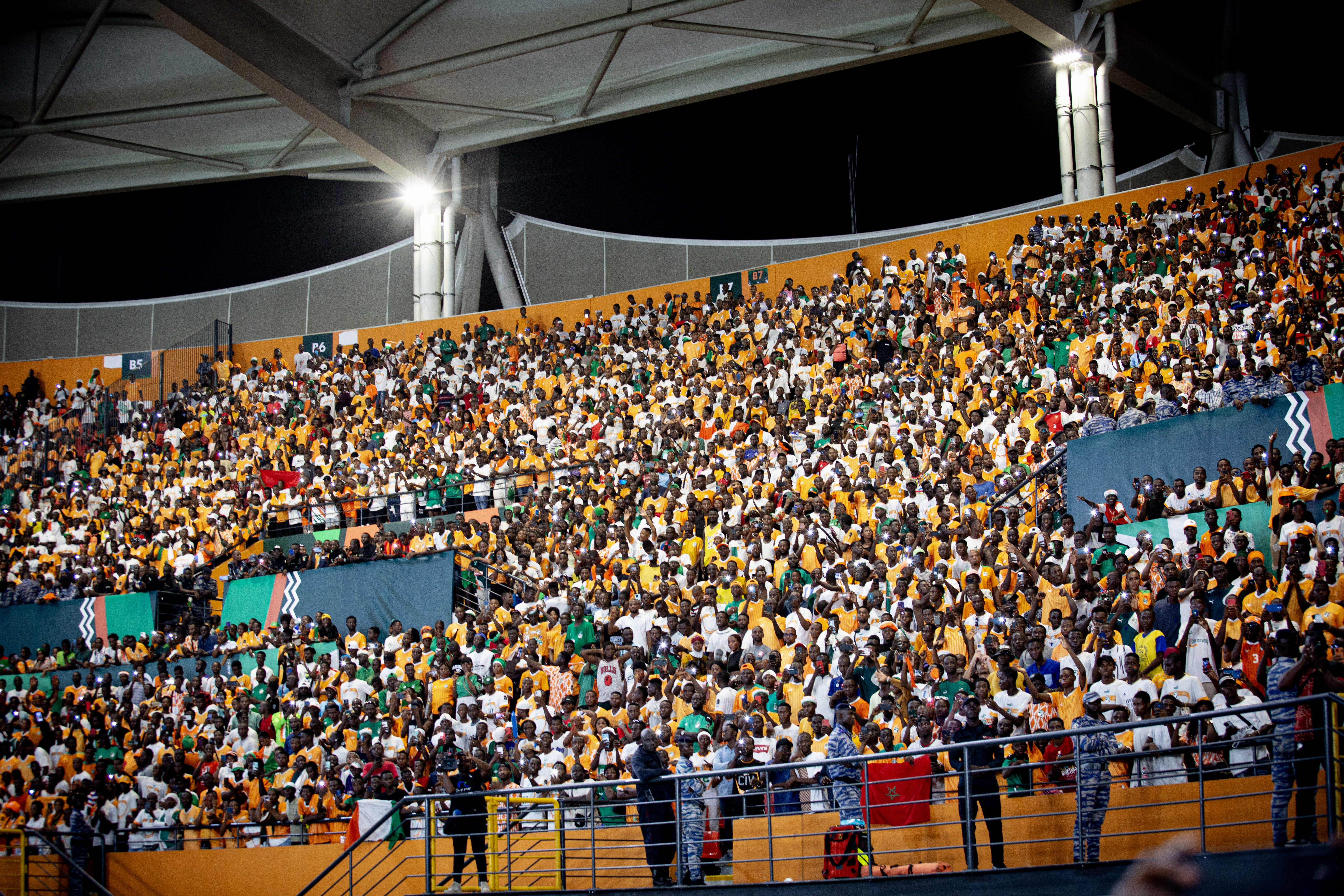
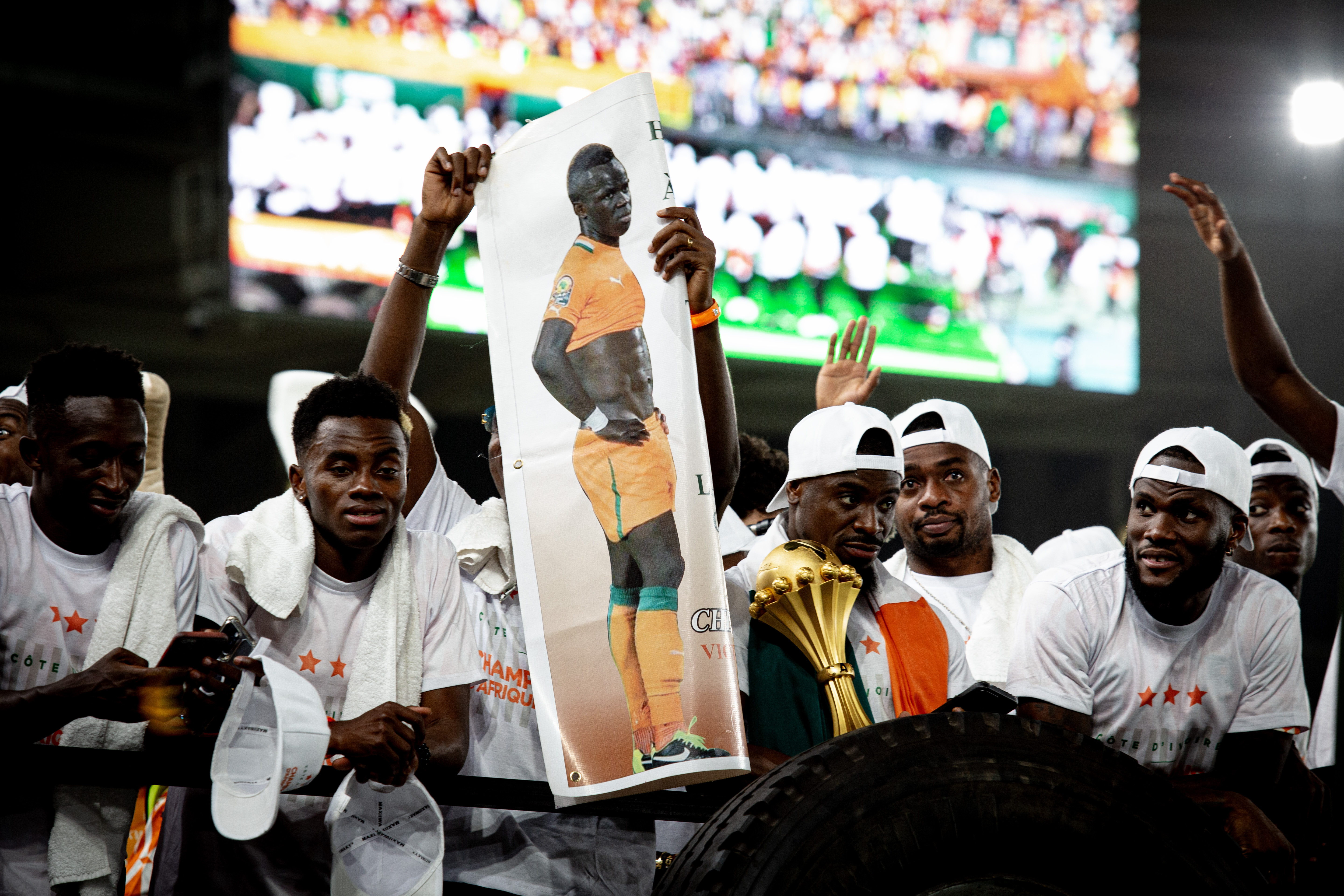